# Mars 1855

## Événements
- France : naissance du prince impérial.
- Mars - juin, Guerre de Crimée : négociation de Vienne, rompues par la Russie devant les exigences des alliés.

- 2 mars : début du règne d'Alexandre II, tsar de Russie (fin en 1881). Il entreprend un programme de réformes.

- 30 mars : traité de Peshawar entre la Grande-Bretagne, la Perse et Dost Mohammad, roi d'Afghanistan. Dost Mohammad conclut un accord de paix avec le gouvernement indien. La Perse reconnaît l’indépendance de l’Afghanistan mais revendique Herat.

## Naissances
- 13 mars : Percival Lowell, astronome américain.

## Décès
- 2 mars : Nicolas I, tsar de russie
- 31 mars : Charlotte Brontë, romancière britannique.